# Arcidiecéze Saint John’s (Newfoundland)
Arcidiecéze Saint John's (latinsky Archidioecesis Sancti Ioannis Terrae Novae) je římskokatolická metropolitní arcidiecéze na území kanadské provincie Newfoundland a Labrador se sídlem v městě Saint John's, kde se nachází katedrála sv. Jana Křtitele. Tvoří součást kanadské církevní oblasti Atlantik. Současným arcibiskupem je Peter Joseph Hundt.

## Církevní provincie
Jde o metropolitní arcidiecézi, jíž jsou podřízena tato sufragánní biskupství:
- Diecéze Grand Falls,
- Diecéze Corner Brook und Labrador.

## Stručná historie
Dne 30. května 1784 byla zřízena Apoštolské prefektura Newfoundland a jde o nejstarší anglofonní katolickou církevní jurisdikci na americkém kontinentu (dnešní Baltimorská arcidiecéze vznikla o několik měsíců později). V roce 1796 byla prefektura povýšena na apoštolský vikariát, roku 1847 se stal vikariát diecézí sufragánní vůči Quebecu. Od roku 1852 se stala součástí církevní provincie Halifax, v roce 1904 se stala samostatnou metropolitní arcidiecézí.